# Parque nacional Henri Pittier
El parque nacional Henri Pittier es el parque nacional más antiguo de Venezuela, creado originalmente en 1937 con el nombre de Rancho Grande por decreto del presidente Eleazar López Contreras. El parque fue rebautizado en 1953 con el nombre de Henri Pittier, insigne geógrafo, botánico y etnólogo suizo, quien llegó a Venezuela en 1917, clasificó más de 30 mil plantas en el país y se dedicó por muchos años al estudio de la flora y la fauna existente en el parque.
El parque nacional Henri Pittier tiene el honor de haber iniciado la historia de los parques nacionales en Venezuela. Tiene una superficie de 107.800 hectáreas, ubicado en la zona norte del estado Aragua, comprende gran parte de las costas aragüeñas y de la zona montañosa del estado Carabobo, además colinda con el parque nacional San Esteban. Henri Pittier es el parque nacional de mayor extensión entre los parques nacionales de la Cordillera de la Costa.
El parque se compone de dos sistemas geográficos: uno montañoso abrupto donde habitan más de 500 especies de aves y 22 especies endémicas. En el parque existen nueve ríos principales y una gran diversidad en flora y vegetación. El segundo sistema es el de la zona costera con bahías, playas y balnearios de un potencial turístico enorme.
Además de su importancia ecológica, también constituye una importante fuente de agua para las ciudades y pueblos que lo circundan y es también la tierra donde se cultiva uno de los mejores cacaos del mundo, especialmente en el pueblo de Chuao y su famosa ruta del cacao.

## Historia

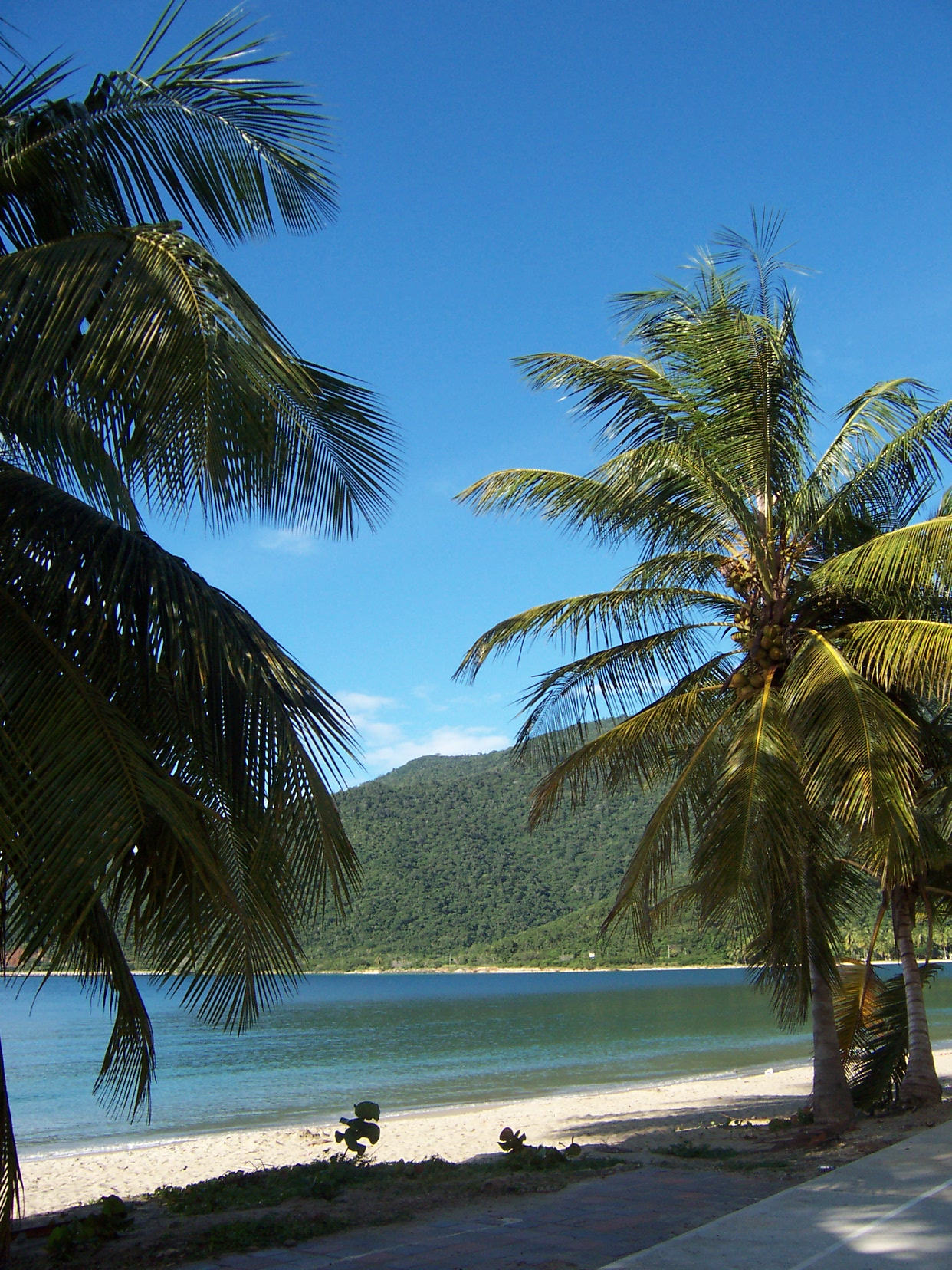
Playa Turiamo, ubicada en la zona costera del parque natural Henri Pittier.

El parque nacional fue creado el 13 de febrero de 1937 bajo el nombre de Rancho Grande. Su propósito inicial era la conservación de los ecosistemas de selva nublada y los ambientes marino-costeros de la Cordillera de la Costa, que estaban amenazados por la expansión agrícola y la deforestación.
Posteriormente, el 24 de mayo de 1953 fue rebautizado Henri Pittier, insigne ingeniero, naturalista y botánico suizo fundador del sistema de parques nacionales de Venezuela, que logró la consolidación del parque y pasó gran parte de su vida en el estudio del ecosistema de los bosques tropicales y de los miles de especies de plantas y fauna existentes en el parque.
Aunque en sus inicios se estableció en 90.000 ha de parque, más tarde en 1974 en el gobierno de Carlos Andrés Pérez se le anexan otros 17.800 ha, resultando un área total de 107.800 ha, actual área geográfica del parque.
Fue creado con la finalidad de preservar los ecosistemas de selva nublada y los ambientes estuarinos y marinos-costero de la cordillera de la Costa, amenazada por las quemas y las actividades agropecuarias, así como proteger su biodiversidad y la preservación de aquellas especies endémicas, raras, vulnerables o en peligro de extinción. También protege importantes recursos hídricos que abastecen de agua a las poblaciones cercanas y es un espacio para la investigación, recreación y educación ambiental. Por ello los esfuerzos del científico Henri Pittier para la creación del Parque.
Desde hace años el parque ha sido protegida por el Instituto Nacional de Parques de Venezuela (INPARQUES), el cual asume una política sistemática de conservación y preservación de los recursos naturales del parque.
Turistas y científicos de todo el mundo visitan el parque por esta razón, y por ello se creó la Sociedad Científica Amigos del parque nacional Henri Pittier (SCAPNHP) en 1989. Esta sociedad busca promover el estudio de la flora y fauna del parque, y a la vez proteger de elementos perturbadores el hábitat natural de estas especies.

## Flora

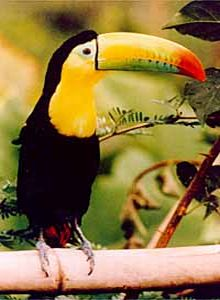
El tucan Keel, una especie abundante en el Parque nacional Henri Pittier.

Presenta una alta diversidad debido a la gran cantidad de ambientes involucrados. Los chaparros (Curatella americana, Bowdichia virgilioides), las majaguas (Heliocarpus sp.) y el palo maría (Triplaris sp.) son característicos de los bosques a menor altitud. El cucharón o niño (Gyranthera caribensis) es indicador del bosque nublado, al igual que las palmas macanilla (Bactris setulosa), caña molinillo (Chamaedorea pinnatifrons), prapa (Wettinia praemorsa), montañas de bambúes y otras de los géneros Geonoma, Hyospathe y Socratea. Las aráceas, orquidáceas, bromeliáceas y piperáceas destacan en el grupo de las plantas epífitas.

## Recursos hídricos

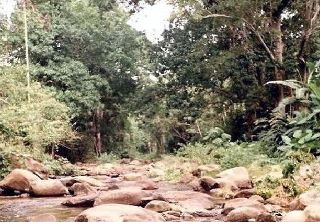
Río Ocumare, a nivel de La Trilla.

Los ríos San Miguel, Turiamo, Ocumare, Cata, Cuyagua, Aroa, Cepe, Choroní, Chuao drenan hacia el mar Caribe. Los ríos Guayabita, Colorado, Güey y Limón drenan hacia el lago de Valencia.

## Atractivos turísticos

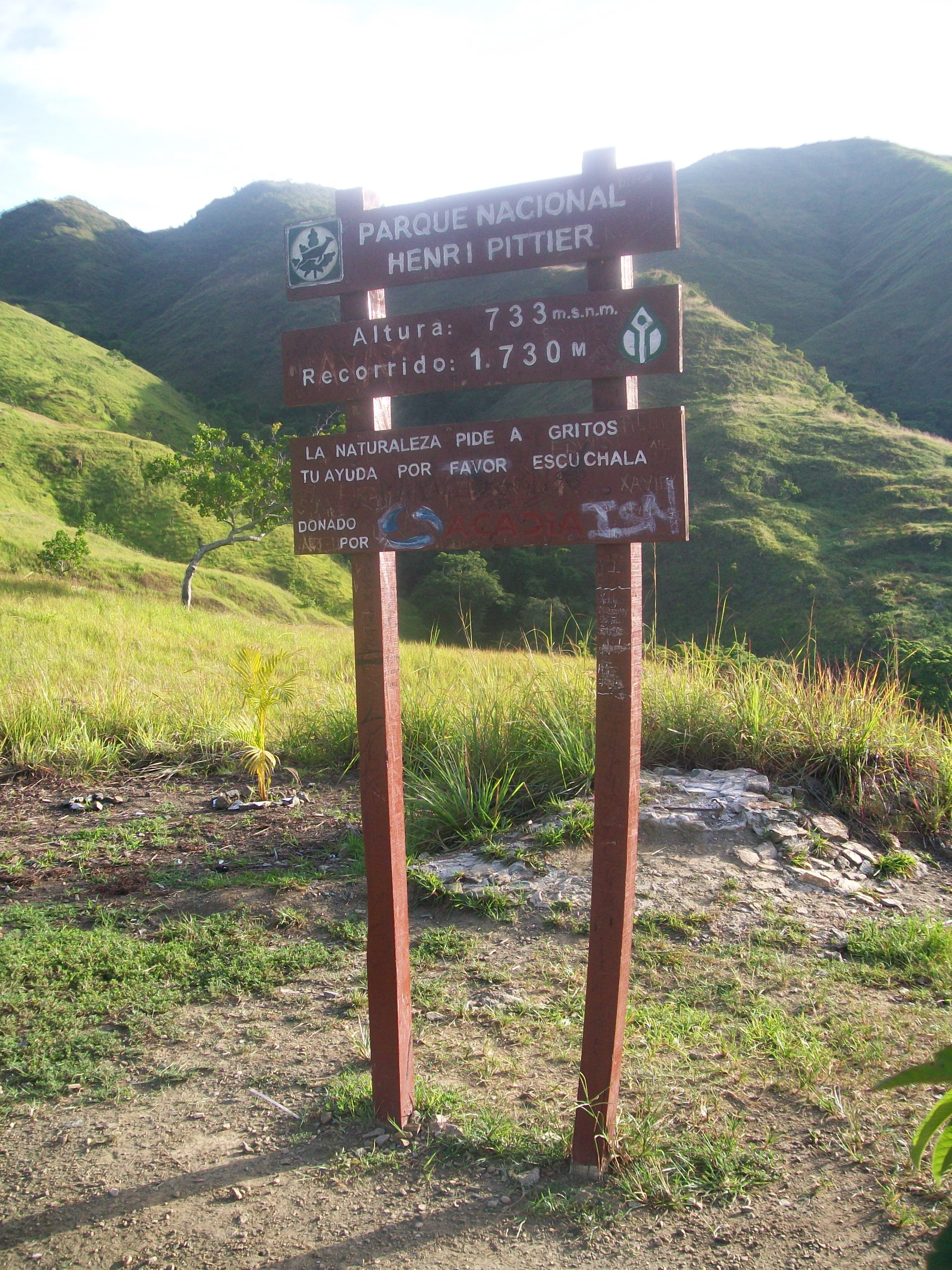
Entrada al Parque Nacional Henri Pittier, al oeste del Hotel Maracay.

El principal atractivo turístico de este parque nacional son sus playas. A algunas se les puede llegar por carretera, y cabe destacar que por ello son las más frecuentadas por temporadistas. A otras sólo se puede acceder por mar, por lo que generalmente se encuentran vacías y mucho más limpias. Las más visitadas son: bahía de Cata, Cuyagua, Playa Grande, El Playón, Playa Chuao, entre otras. Playa Cuyagua es una playa oceánica, considerada como la mejor para practicar el «surfing» en Venezuela.[cita requerida]
Otro gran atractivo turístico del parque son las más de 500 especies de aves que se pueden observar allí. Estas especies representan más del 40% del total de las especies de aves del país.
En la Estación Biológica Rancho Grande del Ministerio del Ambiente ubicado en el kilómetro 0 se puede visitar un museo zoológico con muchas de las especies de la zona, previa cita. Esta Estación se encontraba anteriormente ubicada en el km 12 donde se estuvo construyendo, bajo el mandato del General Juan Vicente Gómez, el Hotel Rancho Grande con forma de signo de interrogación. La obra estuvo a cargo de uno de los mejores arquitectos europeos del a época, André Potel quien comenzó a diseñar un hotel al estilo de los Alpes europeos.
El Paseo del Pargo, al que se puede llegar tomando la carretera Maracay-Choroní, permite visitar los picos La Mesa, Palmarito, La Negra, La Negrita y El Cenizo.

## Geografía

### Localización

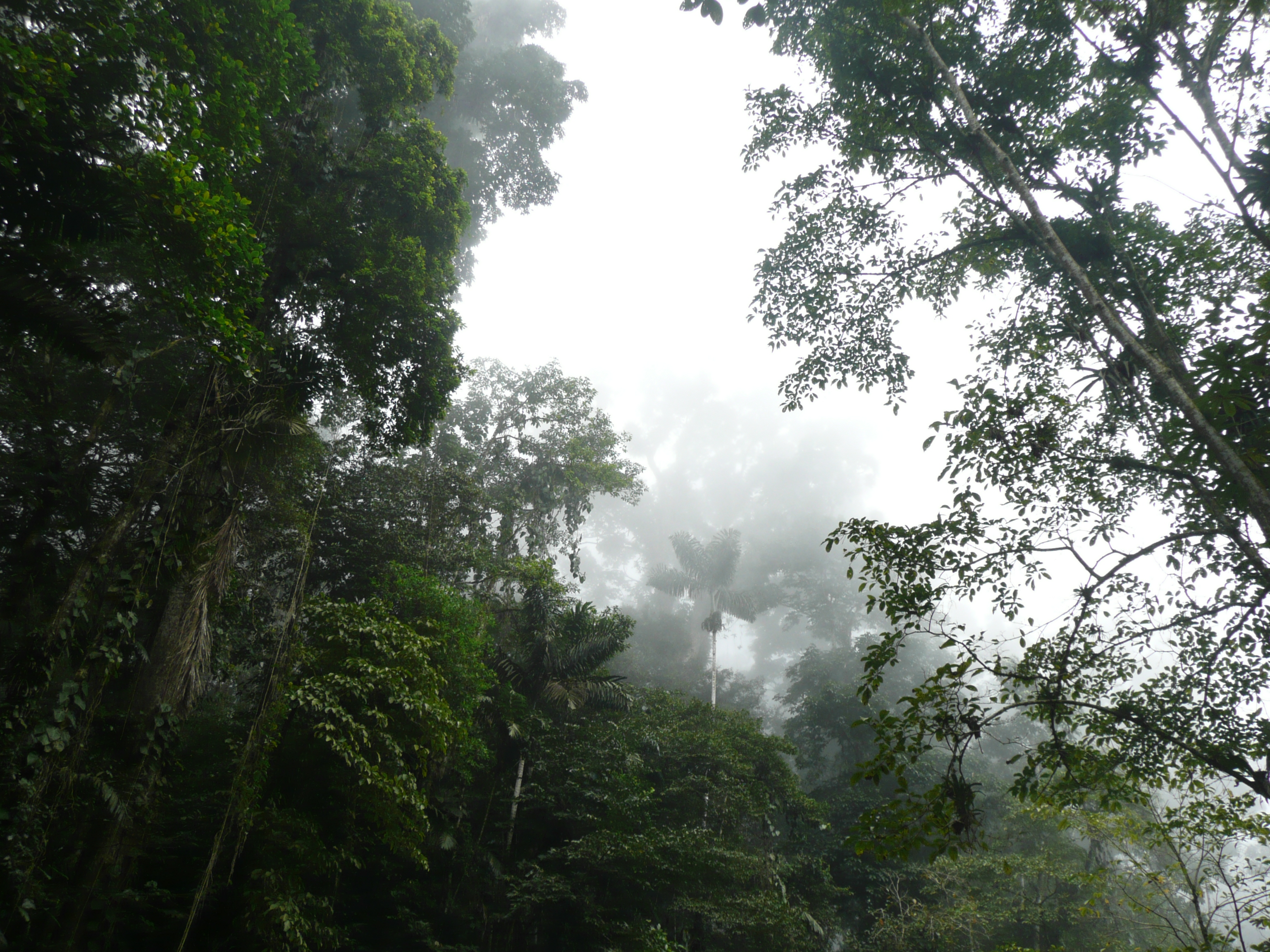
Selva nublada.

El parque nacional Henri Pittier se ubica en la Región Central, ocupa la mayor parte de la zona norte del estado Aragua y buena parte del noreste del estado Carabobo, abarca una extensión considerable de la Cordillera de la Costa, aledaño a los poblados de Choroní, Cuyagua, Chuao, Cata,  La Ciénaga , Ocumare de la Costa y Turiamo.
El acceso más fácil al parque es a través de la carretera que va de Maracay a El Limón, pasando por Rancho Grande y bajando por Ocumare de la Costa, y por la carretera que va de Maracay a Las Delicias y llega a Choroní. Desde el Terminal de Transporte de Maracay también hay autobuses que llegan hasta el pueblo de Choroní.

### Relieve

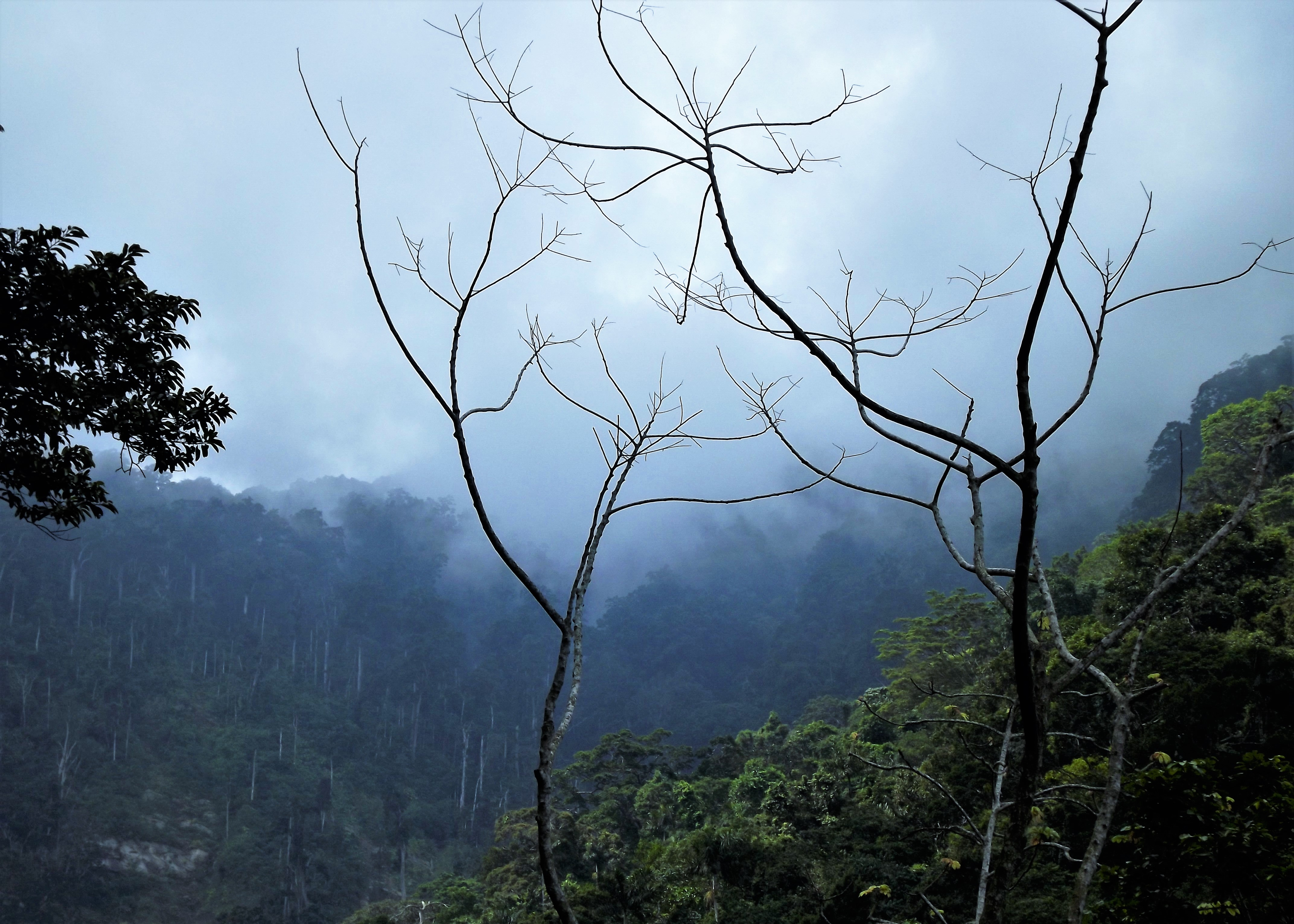
Selva tropical húmeda.

Ubicado en la Cordillera de la Costa, el parque constituye un relieve abrupto de fuertes pendientes, que comienza al nivel del mar y se eleva hasta los 2.436 m s. n. m., donde alcanza su máxima altura en el Pico El Cenizo. La constitución geológica del parque es básicamente de roca ígnea metamórfica, la mayor altura es de 2.436 m s. n. m. De igual manera, se encuentran ambientes de litoral rocoso.

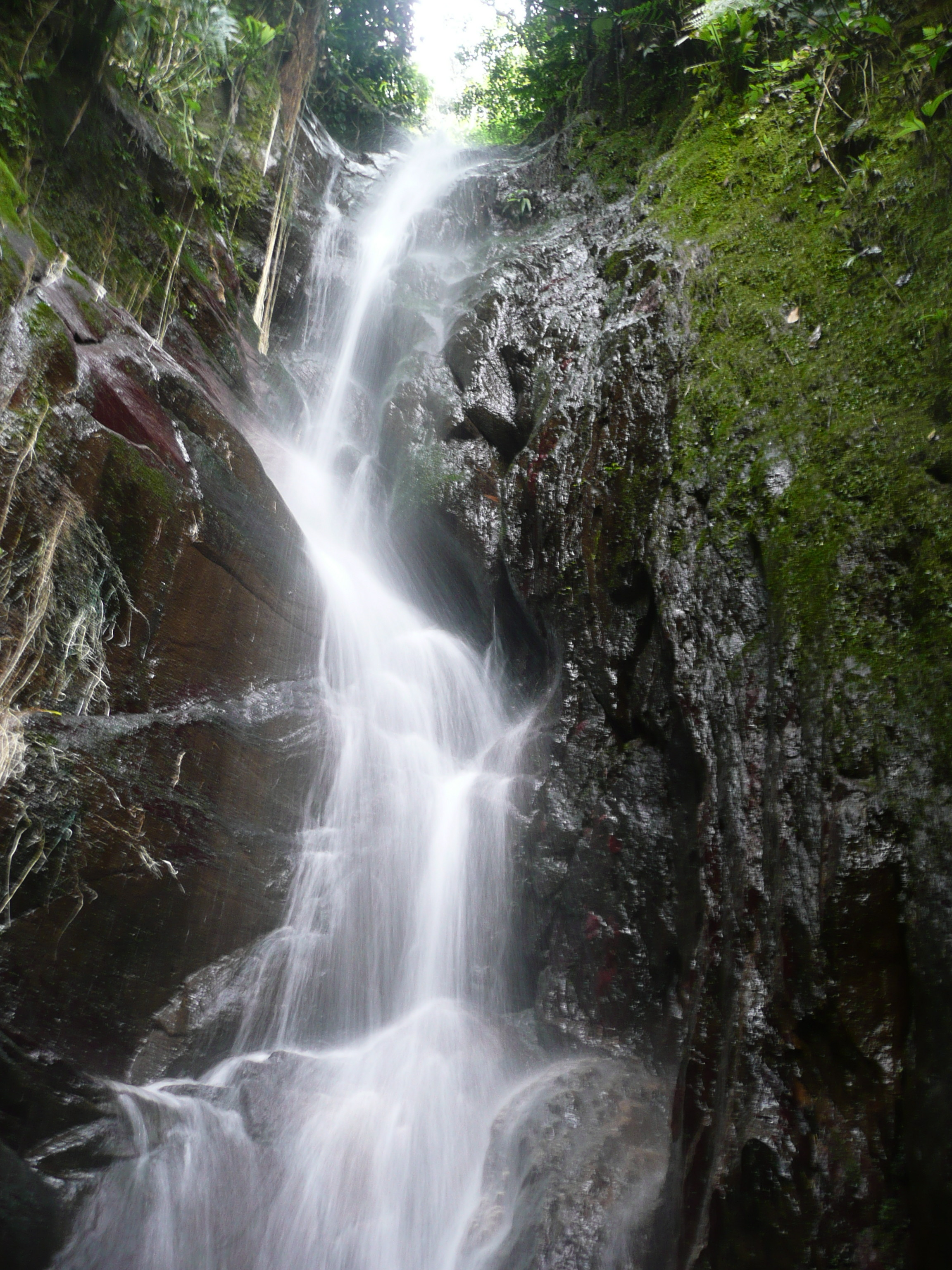
Una cascada en el parque nacional Henri Pittier.

Una de las características geográficas más importantes es la presencia del abra de la cadena montañosa a 1.136 m s. n. m., conocida como Paso de Portachuelo, que permite el paso de especies de aves, murciélagos e insectos voladores, muchos de ellos migratorios del hemisferio norte.

### Vegetación
Formaciones vegetales propias de la Cordillera de La Costa, tales como la selva nublada, caduca y de galería. Dentro de las mismas se encuentran especies de orquídeas, bromelias, palmas y árboles de gran desarrollo como la Gyranthera Caribensis, conocido como "El niño" o "cucharón", que promedian aproximadamente 40 m de altura. Además existen manglares en  La Ciénaga y Bahía de Turiamo.
En las selvas caducas se encuentran comunidades de gramíneas gigantes conocidas como el "cogollo".
De la cumbre al valle se presenta una alta diversidad de vegetación debido a la gran cantidad de ambientes. El Parque está compuesto por cuatro estratos vegetales representativos de las selvas nubladas, desde árboles de gran altura como las trepadoras, arbustos de mediana altura, hierbas y por último musgos, líquenes, helechos y hongos.

### Clima

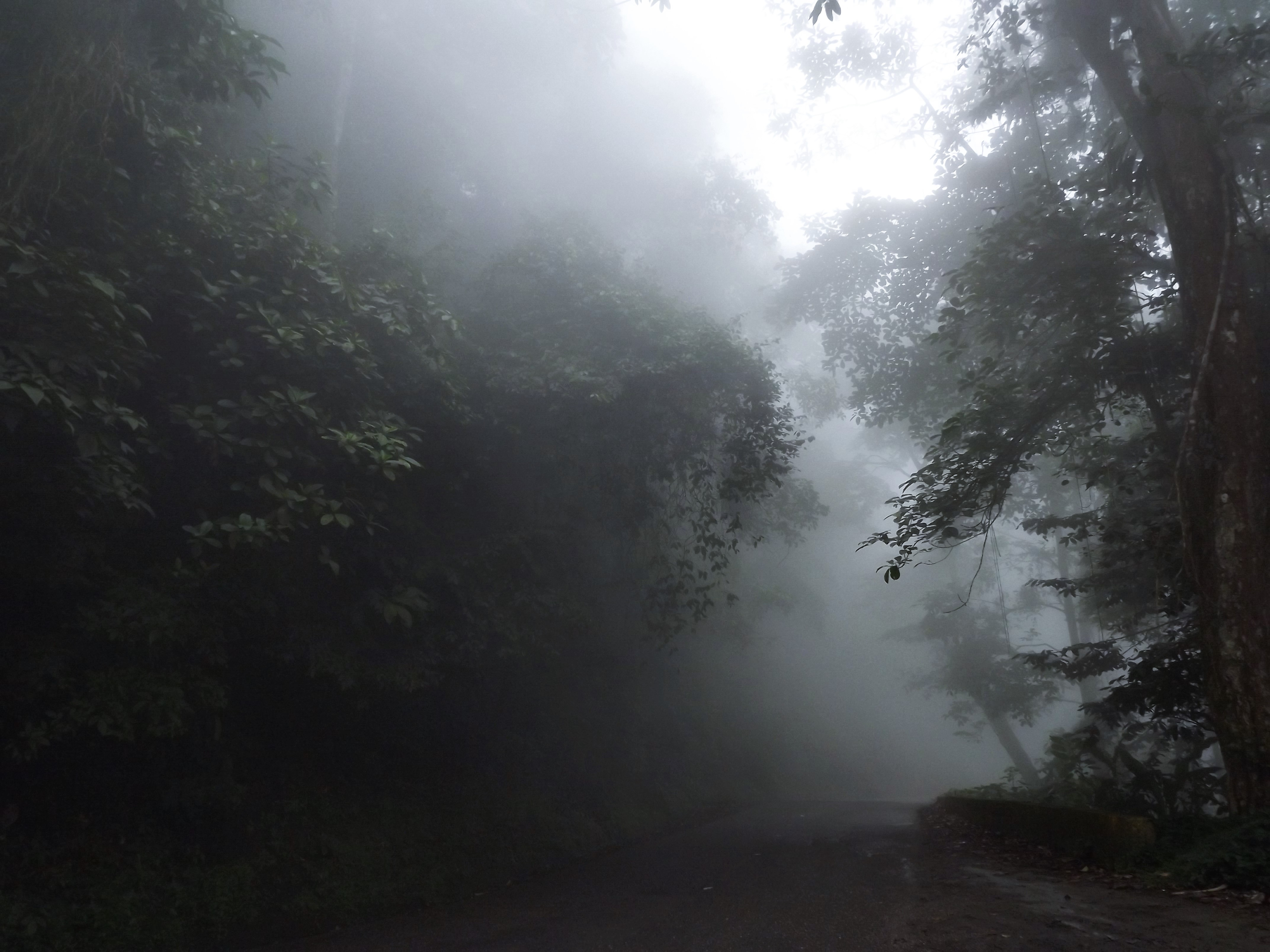
Carretera nublada en la cumbre del parque.

Por ser el Parque Henri Pittier de una topografía muy abrupta, no estable ni plana, el clima varía según la altura sobre el nivel del mar. El parque se sitúa a una altura que va desde los 0 hasta los 2.436 m s. n. m., su altura máxima en la cima del Pico El Cenizo. En el sistema costero la temperatura promedio es de 28 °C, con máximas que pueden superar los 30 °C, mientras que en las zonas más altas descienden desde los 12 °C hasta los 6 °C con altos niveles de precipitación durante el período lluvioso entre abril y noviembre.

## Ecología y hábitat

### Biodiversidad

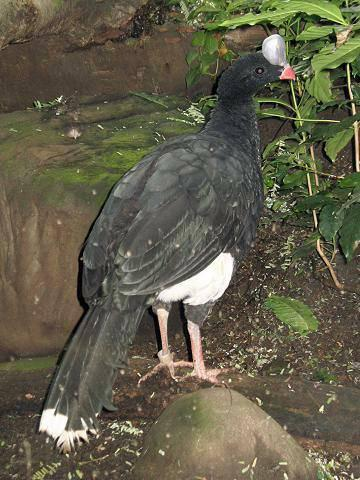
El paují copete de piedra es una de las especies de aves consideradas en peligro de extinción en el parque nacional Henri Pittier.

El parque posee una gran diversidad biológica y pertenece al “hotspot” de los Andes Tropicales. La formación vegetal más estudiada es el bosque nublado en el que se han reportado hasta 150 especies diferentes de árboles en un área de 0,25 ha, y donde el “niño” o cucharón es la especie de árbol más representativa. En el parque se han reportado unas 140 especies de mamíferos, 580 de aves, 97 de reptiles y 38 de anfibios. Se estima que el número de insectos supera el millón de especies. Entre las especies animales amenazadas se encuentran aves como la polla de Wetmore, el jilguero cara amarilla y el cardenalito, mamíferos como el mono araña del norte, el zorro perro y la danta, así como el caimán de la costa, el sapito rayado y el escarabajo Hércules. Varias especies de aves y mamíferos son emblemáticas del parque: el sorocuá, la granicera hermosa, el águila harpía, el puma, el jaguar y el mono araguato.
En el sector Rancho Grande de la vía hacia Ocumare de la Costa está la Estación Biológica Dr. Alberto Fernández Yépez, administrada por la Universidad Central de Venezuela, donde desde los años 1940 se apoya diversos estudios de la flora y fauna y demás recursos naturales del parque. La Estación recibe investigadores de toda Venezuela y de todo el mundo fascinados por la extraordinaria diversidad de vida en las selvas nubladas. 
A través de los años las contribuciones de estos científicos diseminadas en revistas, libros, artículos y websites han hecho que el Parque sea uno de los mejores documentados de todo el país. Como un ejemplo la Sociedad Conservacionista Audubon de Venezuela lleva más de 20 años estudiando las migraciones de aves por el Paso Portachuelo. Estudiantes de todo el país y del mundo usan a la estación para desarrollar actividades prácticas docentes sobre múltiples aspectos del parque: zoología, botánica, suelos, geografía, biogeografía. Anualmente se realizan varios cursos, tanto nacionales como internacionales sobre selectos aspectos de la historia natural de la selva nublada. El sendero interpretativo Andrew Field es objeto de visitas de parte de comunidades y colectivos quienes deben solicitar a Inparques un guía para su uso. Los usuarios de la estación deben contactar a la misma para hacer uso de su infraestructura, y además, solicitar un permiso de Inparques para ingresar al bosque circundante. Quienes desean llevar a cabo investigaciones científicas también deben solicitar un permiso a la Oficina Nacional de Diversidad Biológica del Ministerio del Ambiente.

#### Amenazas
Actualmente el parque ha sido calificado de "amenazado", principalmente por el grado de deterioro causado por incendios, ya sean forestales o producidos por factores humanos, las invasiones humanas también han contribuido en la destrucción de área de bosque. La caza desmedida de animales, la inconsciencia de los visitantes en dejar desechos sólidos en el parque y la falta de mantenimiento a la infraestructura han contribuido a la degradación del estado del parque.

### Fauna

Caracara cabeziamarillo en Palmarito, zona sur del Henri Pittier, estado Aragua.

En el parque habitan al menos 582 especies de aves, que significa al menos 43% de las especies de aves de Venezuela y el 6% de la avifauna mundial. Registra una densidad de 5,4 especies por 10 km², una de las más altas del mundo por lo tanto está catalogado entre las Áreas importantes para la conservación de las aves.
El Paso Portachuelo es una importante puerta de entrada para más de 80 especies de aves migratorias del hemisferio norte.
Entre los géneros de aves más representativos se encuentran: el halcón peregrino, la golondrina, el águila arpía, el águila solitaria, la polla de Wetmore, el paují copete de piedra, la guacharaca, el sorocuá acollarado, el guacamayo verde y el cardenalito, solo por citar algunos ejemplos.
Se han contabilizado 140 especies de mamíferos, que representa el 47% de la fauna de mamíferos en Venezuela. Los grupos más grandes lo representan los murciélagos, seguidos por los roedores y los carnívoros, entre ellos se destacan la danta, el báquiro, el perezoso, el oso melero, el mono araguato, el perro de agua, el cunaguaro, el puma, el venado caramerudo, el picure, la lapa y la rata acuática.

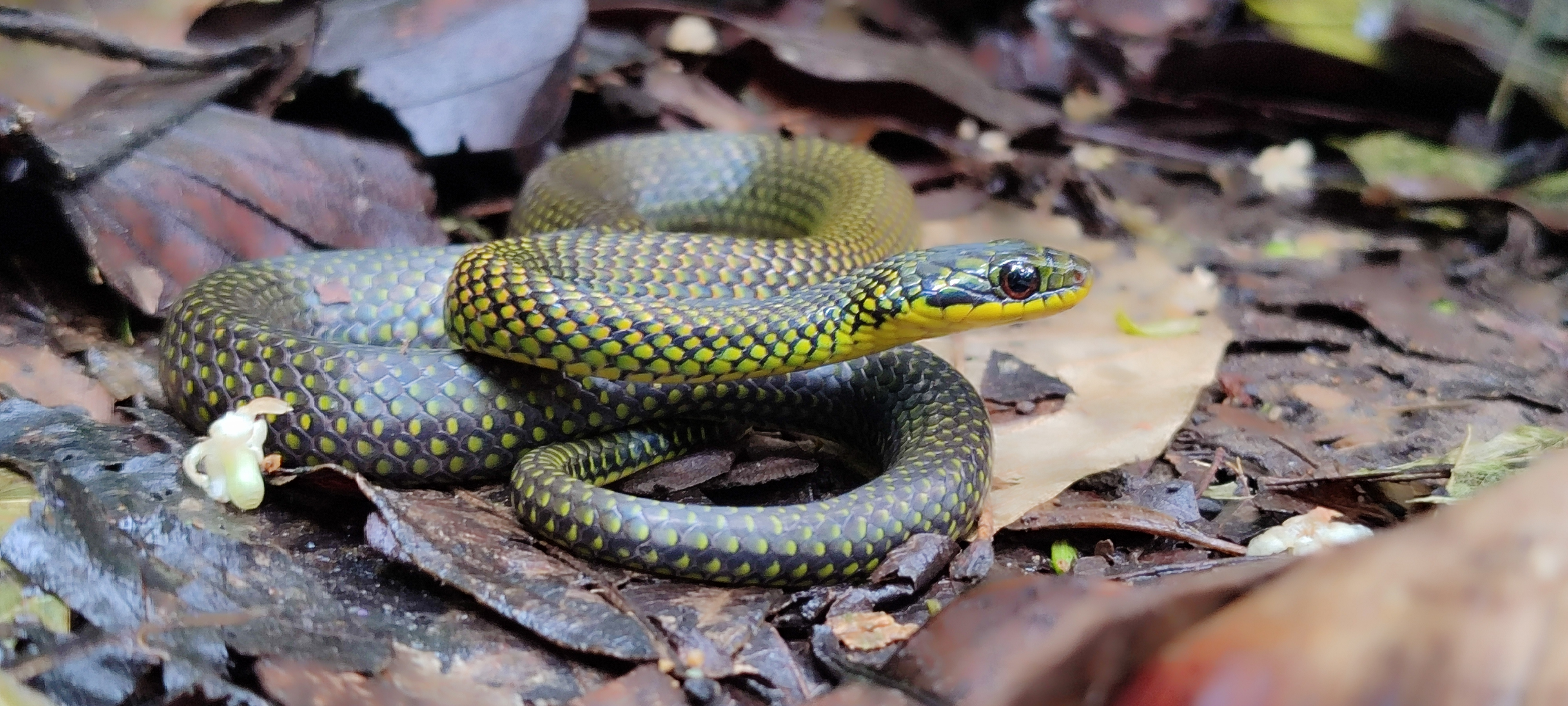
Reinita (Erythrolamprus zweifeli)

Entre los reptiles se han contabilizado 97 especies y 38 de anfibios, de ambas clases de animales se destacan el caimán de la costa localizado en la desembocadura del río San Miguel, tortugas marinas, la cascabel y distintas especies de sapos y ranas de las selvas tropicales.
Se estima que habitan más de un millón de especies de insectos, ya que nunca se ha logrado contabilizar la totalidad de especies de insectos existentes en el parque.

#### Peligro de extinción de especies
En los últimos años las poblaciones de muchas de las especies que habitan en el parque se han visto reducidas, algunas extintas o prácticamente extintas.
Se han clasificado tres grados de amenaza en el parque, en cuanto al peligro de extinción de la especie:
- En el  Grado de Menor riesgo se distingue el puma, especie considerada como casi amenazada en el mundo
- En el Grado de Vulnerable se encuentran especies como el jaguar, la danta, el guacamayo verde, entre otras
- En el Grado de en Peligro se encuentra el mono araña del norte, el paují copete de piedra, el caimán de la costa, la tortuga blanca, entre otros